# Muntele Negru
Muntele Negru (în ucraineană Чорногора, transliterat: Ciornohora, în poloneză Czarnohora, în maghiară Feketebérc) este cel mai înalt masiv muntos din Carpații Ucrainei. Este situat în estul Carpaților Păduroși. Creasta principală se întinde pe o lungime de circa 40 km între văile râurilor Tisa Neagră⁠(d) (la vest) și Ceremușul Negru (la est).

## Informații generale
Din punct de vedere geologic, Muntele Negru este compus din gresie și fliș, cu filoane de șist. Există și zone cu roci vulcanice, și se întâlnesc frecvent grohotișuri.
O mare parte din masiv servește drept cumpănă a apelor între bazinele hidrografice ale Prutului și Tisei (multe secole, pe aici a fost și o frontieră între diferitele state cărora le aparțineau regiunile istorice Galiția și Transcarpatia). Partea de vest, cu vârful Petrosul⁠(d) (2020 m) se află în Transcarpatia — în bazinul hidrografic al Tisei, în timp ce partea răsăriteană se întinde către sud-est. Pe ambele părți ale Muntelui Negru separă văi adânci — șaua Polonină (înălțime de până la 1550 m). Partea de vest are o altitudine relativă de 300 m; înspre est — creasta monotonă și masivă cu vârfuri înalte, de peste 1900 m și 2000 m (Hovârla — 2061 m, în alt sistem de coordonate — 2058 m), Menciul⁠(d) — 1998 m, Gutin Tomnatic⁠(d) — 2016 m, Pop Ivan⁠(d) — 2022 m), iar șaua dintre ele nu coboară sub 1750 m
Din creasta principală se ramifică pinteni laterali relativ scurți. În contrast cu  lanțurile muntoase aproape drepte (resturile unei peneplene⁠(d)), marginea Muntelui Negru este tăiată de văi înguste și abrupte, cu căderi de până la 1000 m. Aceasta este o caracteristică a Muntelui Negru, care îl deosebește de alte părți ale Carpaților, prin faptul că este mai afectat de glaciațiune. În trecut, limita zăpezilor veșnice se afla la o altitudine de 1300-1400 m și s-au format ghețari (în valea Prutului ghețari atingeau o altitudine de 1000 m și o lungime de 6,5 km). Pe urmele fostei glaciațiuni au rămas căldări — circuri glaciare, cu maluri abrupte, de multe ori cu margini stâncoase și deschideri largi, uneori umplând lacuri (sub Gutinul Tomnatic se află lacul Brebenescul⁠(d)); văile au declinații inegale (uneori cascade, de exemplu Cascada Prutului⁠(d)), și morene laterale și terminale.
Marginea Muntelui Negru este acoperită cu păduri. La marginea de nord în dealurile de la poalele masivului, cresc păduri de fag (până la 1300 m), și mai sus — brad (exclusiv până la 1600 m); în marginea de sud este foarte răspândit fagul, care, preponderent, creează limita superioară a pădurii.
În peisajul Muntelui Negru, limita superioară a pădurii atinge cele mai înalte culmi (acoperă complet dealurile de pe partea sudică, pe Staiki⁠(d) la altitudinea de 1680 m, pe Pop Ivan⁠(d) — 1680 m, curent, Șurîn⁠(d) — 1660 m, Homul⁠(d) — 1625 m, Gutin Tomnatic⁠(d) — 1600 m). Linia trece de la un vârf la altul, ridicându-se pe pante abrupte (Brescul, Danțer, Șpîți) și scăzând pe cele mai domoale (Pojîjevskaia⁠(d), Hovârla), are un pronunțat caracter antropogenic. O mică fluctuație de înălțime contribuie la aspectul masiv al crestei Muntelui Negru. La nord-est, pe abruptul Zapalovîci înălțimea medie a pădurii este de 1450-1500 m, iar la sud — 1500-1550 m. A. Środoń a stabilit, pe baza a peste 250 de măsurători, că diferența între nivelurile maxim și minim al limitei pădurii ajunge la 60 m (1570 m, la sud, 1510 la nord). Pe Muntele Negru, limita superioară a pădurii este formată din molizi, și infuzat cu cedri și brazi. Coniferele sunt omniprezente. Complexele naturale cu păduri de brad din zona limitei superioare a pădurii ocupă aproximativ 95% din suprafață.
Mai sus — de până la 1800 m, — se întinde zona arbuștilor subalpini, în special cu jnepenișuri, ienuperi și de arin verde⁠(d), iar peste 1800 m — pășuni alpine, care ating cele mai înalte culmi, uneori ajungând în zone pietroase. Există mai multe plante endemice.
Populația locală este predominant formată din etnici huțuli. Sunt locuite zonele mai joase ale Muntelui Negru — în Transcarpatia, în văile Tisei Negre (Frasin) și Albe (Bogdan), în partea de nord a crestei fiind satele Bîstreț și Dzembonea. Terenurile arabile ocupă doar 0,5 % din suprafață, în timp ce pădurea acoperă aproximativ 70 %, fînețele 5 %, pajiștile și pășunile 22 %. Pentru conservarea naturii, după Primul Război Mondial s-au înființat mici rezervații; în 1964 — fiind comasate într-una singură, de 7702 ha. Acum există rezervația Masivul Muntele Negru, care intră în compoziția unei mai mari rezervații a biosferei Carpatică, înființată în 1968. Ulterior, în 1980, s-a înființat și Parcul Național Carpatic, zona făcând parte dintr-un sit natural în patrimoniul UNESCO, numită „Pădurile primare de mesteceni din Carpați și pădurile bătrâne de fagi din Germania”.
În Muntele Negru, se practică păstoritul, într-un sezon de 5 luni pe an. Aici este cea mai mare rețea turistică din Carpații Ucraineni (trasee pornind de la: Rahău, Frasin, Vorohta, Bîstreț, Verhovîna și altele).

## Vârfurile de peste 2000 m
- Hovârla (2061 m)
- Brebenescul (2035 m)
- Pop Ivan⁠(d) (2028 m)
- Petrosul⁠(d) (2020 m)
- Gutin Tomnatic⁠(d) (2016 m)
- Rebra⁠(d) (2001 m)